# Harald Fuchs (Physiker)

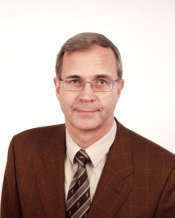
Harald Fuchs

Harald Heinz Fuchs (* 15. April 1951 in Dudweiler, Saarland) ist ein deutscher Physiker mit den Arbeitsschwerpunkten Rastersondenmikroskopie, Nanobiotechnologie und Selbstorganisationstechniken.

## Leben
Fuchs studierte von 1971 bis 1977 Physik an der Universität des Saarlandes in Saarbrücken und schloss das Studium mit einer Diplomarbeit in theoretischer Physik bei Günther Meißner ab. Parallel zu einer Tätigkeit im Physiologischen Institut der Universität des Saarlandes (Membranforschung) begann er mit seiner Promotionsarbeit am Institut für Materialphysik der Universität des Saarlandes bei Herbert Gleiter, die er 1982 mit einer Thematik über nanokristalline Systeme abschloss. Nach einer Assistenzzeit am gleichen Institut folgte 1984 eine post-doctoral-fellow-Tätigkeit am IBM-Forschungslabor in Rüschlikon bei Zürich in der Gruppe von Gerd Binnig und Heinrich Rohrer. Von 1985 bis 1993 war er Mitarbeiter einer Forschungsabteilung der BASF AG, Ludwigshafen am Rhein.
1993 nahm er einen Ruf auf eine Professur und als Direktor am Physikalischen Institut der Westfälischen Wilhelms-Universität in Münster an. Er hat sich dort wesentlich für den Aufbau der Nanowissenschaften eingesetzt und ist Mitbegründer des Centrums für Nanowissenschaften (CeNTech) in Münster, dessen wissenschaftlicher Leiter er ist. Im Juni 2015 erhielt er für seine Forschungsleistungen auf dem Gebiet der Nanotechnologie ehrenhalber eine Professur an der Nanjing-Tech-Universität in Nanjing, China.
Seit 2004 ist er Mitglied des Instituts für Nanotechnologie am Forschungszentrum Karlsruhe.

## Wirken
Schwerpunkte der wissenschaftlichen Tätigkeit von Fuchs sind interdisziplinäre Forschungsprojekte der Nanowissenschaften, speziell der Rastersondenmikroskopie und Selbstorganisationstechniken. Er wurde mit zwei Forschungspreisen (darunter dem Philip Morris Forschungspreis 1994) ausgezeichnet.
Er ist Autor und Mitautor von über 450 wissenschaftlichen Publikationen, Koeditor von mehr als zehn Fachbüchern, mehr als 500 Konferenzbeiträgen und über 30 Patentanmeldungen.
Er ist Mitbegründer von zwei Startup-Firmen im Bereich der Nanotechnologie, Mitglied mehrerer wissenschaftlicher Gesellschaften und gewähltes Mitglied der Deutschen Akademie der Naturforscher Leopoldina, der Deutschen Akademie der Technikwissenschaften acatech sowie der Academy of Sciences for the Developing World.
Im Jahre 2009 erhielt er das Bundesverdienstkreuz 1. Klasse und die Friedrich-Emich-Plakette der „Österreichischen Gesellschaft für Analytische Chemie“.

## Schriften
- Rastersondenmikroskopie. In: Bergmann-Schaefer: Lehrbuch der Experimentalphysik. Band 3: Optik. 10. Auflage. de Gruyter, 2004, ISBN 3-11-017081-7, S. 1133–1159.
- mit H. Hölscher, A. Schirmeisen: Scanning Probe Microscopy. In: Encyclopedia of Materials: Science and Technology. Elsevier, 2005, ISBN 0-08-043152-6, S. 1–12.
- Nanotechnologie-Chance oder Risiko? (Memento vom 7. Februar 2012 im Internet Archive) In: Akademie Journal. 1, 2004, S. 48–54 (PDF-Datei; 212 kB)